# Claudette Herbster-Josland
Claudette „Claudie” Herbster, po mężu Josland (ur. 28 marca 1946 w Dijon) – francuska florecistka, srebrna medalistka olimpijska i dwukrotna medalistka mistrzostw świata.
Na igrzyskach olimpijskich w Meksyku w 1968 roku była czwarta drużynowo. Na rozgrywanych cztery lata później igrzyskach olimpijskich w Monachium zajęła szóste miejsce w turnieju drużynowym. Brała też udział w igrzyskach olimpijskich w Montrealu w 1976 roku, gdzie reprezentacja Francji w składzie: Brigitte Latrille-Gaudin, Brigitte Gapais-Dumont, Christine Muzio, Véronique Trinquet i Claudette Herbster-Josland zdobyła drużynowo srebrny medal. W rywalizacji indywidualnej zajęła dziewiąte miejsce.
Podczas mistrzostw świata w Moskwie w 1966 roku wspólnie z Marie-Chantal Depetris-Demaille, Brigitte Gapais-Dumont, Annick Level i Catherine Rousselet-Ceretti wywalczyła brązowy medal w turnieju drużynowym. W tej samej konkurencji zdobywała też brązowy medal na mistrzostwach świata w Ankarze (1970).